# اپیستازی
اپیستازی (به فرانسوی: Épistasie) پدیده‌ای است که اثر یک ژن (جایگاه ژنی) وابسته به حضور یک یا چندین ژن دیگر یعنی زمینهٔ ژنتیکی می‌باشد. در اصل این واژه به معنای آن است که اثر فنوتیپی یک ژن به‌وسیلهٔ ژن‌های دیگری پوشانده شده‌است. بنابراین جهش‌های اپیستاتیک اثرات متفاوتی در ترکیب نسبت به صورت جداگانه دارند. این در اصل یک مفهوم ژنتیکی است اما اکنون در بیوشیمی، زیست‌شناسی محاسباتی و زیست‌شناسی فرگشتی استفاده می‌شود.